# 滨黎叶龙葵
滨黎叶龙葵（学名：Solanum nigrum var. atriplicifolium）为茄科茄属下的一个变种。中国见于云南。欧洲广泛分布。